# Štajerc
Štajerc je bil slovenski časnik, ki je izhajal med letoma 1900 in 1918. Spočetka je izhajal vsak drugi petek, po letu 1907 pa vsak petek. Sedež časnika je bil na Ptuju. Prvi urednik je bil Fr. Shrei (Šraj), sledili so mu Josip Kelbič, Josip Pauko, Michael Bayer, Friedrich Wesiag, Janez Drevenšek in Maks Heller. Leta 1907 jih je nadomestil Karel Linhart. V času njegovega izhajanja se je enkrat, leta 1905, spremenil tudi format časnika.
Predstavljal je glasilo štajerske stranke Štajerc-Partei. Od leta 1907 je bila znana kot Napredna stranka. Bila je zelo dejavna na področju vprašanj naroda, čeprav nikoli kaj prida uspešna. Širila je ideje t. i. štajercijanstva, kar je pomenilo iskanje sprave med meščanom in kmetom, torej Nemcem in Slovencem. Kmete je skušal v njihovem jeziku, slovenščini, odtegniti od želje po nacionalizmu in pridruževanju slovenskim narodnim strankam. Ost svoje kritike so obrnili tudi proti južnoslovanskemu panslavizmu. Naklada časnika je bila dokaj velika in sicer 15000 izvodov. 
Štajerc predstavlja pomemben mejnik slovenske zgodovine in hkrati izvrsten vir za preučevanje krajevne zgodovine. Na portalu Digitalne knjižnice Slovenije je dostopen skoraj v celoti. Zanimivo je branje tudi zato, ker omogoča vpogled v ideje politične struje, ki ni dosegala večjih podvigov. Stranka Štajerc-Partei v letih 1907 in 1911 namreč ni bila uspešna na volitvah.  

## Vir
- http://www.dlib.si/details/URN:NBN:SI:DOC-TKCUHJDF/?query=%27keywords%3dptujska+%C4%8Dasopisna+dedi%C5%A1%C4%8Dina%27&pageSize=25